# Mohamed Camara
Mohamed Camara (Bamako, 6 gennaio 2000) è un calciatore maliano, centrocampista dell'Al-Sadd e della nazionale maliana.

## Caratteristiche tecniche
È un centrocampista versatile, che può giocare in diversi ruoli: da centrale, interno di centrocampo o da trequartista. È estremamente dinamico, veloce e dotato di una discreta tecnica di base, pur privilegiando la fase offensiva, sa rendersi utile anche quando non è possesso della sfera.

## Carriera

### Club
Si è formato nell'AS Real Bamako in Mali. In seguito, il 29 gennaio 2018, si è trasferito in Austria dopoa aver firmato un contratto con il Red Bull Salisburgo, che però lo ha ceduto direttamente al club partner, Liefering, squadra in cui ha fatto il suo debutto da professionista.
L'8 gennaio 2019 è stato ceduto in prestito all'Hartberg per la seconda parte della stagione 2018-2019.
Il 5 luglio 2020, ha segnato il suo primo gol per il Salisburgo in una partita di campionato vinta 3-0 contro il LASK.
Nel febbraio 2021 è stato squalificato per tre mesi dopo essere risultato positivo ad un test antidoping effettuato dall'UEFA. Assieme a lui è stato squalificato anche il compagno di nazionale e di club Sékou Koïta. La sanzione è stata tenue perché il Salisburgo nell'occasione ha dichiarato che il fatto non era intenzionale, in quanto entrambi i giocatori avevano seguito le istruzioni del medico della nazionale maliana.
Il 14 agosto 2022, il suo cartellino è stato acquistato dall'Monaco, club con cui ha firmato un contratto di cinque anni.
Il 19 maggio 2024, quando la Ligue de Football Professionnel ha dato il suo sostegno alla Giornata internazionale contro l'omofobia, la bifobia e la transfobia, ha volontariamente coperto con il nastro adesivo bianco “la parola ‘Omofobia’ barrata in rosso" nonché, con del nastro adesivo nero, "Il logo della Ligue 1, eccezionalmente nei colori arcobaleno del movimento LGBT“ e si è rifiutato di posare per "la foto di gruppo pre-partita in cui i calciatori hanno posato con lo slogan ’Homophobie” barrato“. Questo comportamento, oltre ad aver suscitato, polemiche all'interno del club monegasco, ha spinto la ministra dello sport francese Amélie Oudéa-Castéra a richiedere l'applicazione di sanzioni. Gli organi di giustizia della federazione francese, infine, lo hanno squalificato per quattro turni di campionato. Il Monaco ha dichatato di ritenere giusta la sanzione e di non voler appellare il provvedimento sanzionatorio.

### Nazionale
Con la nazionale Under-20 maliana ha preso parte alla vittoriosa Coppa delle Nazioni Africane Under-20 2019 e al campionato mondiale di calcio Under-20 2019, dove è andato a segno nel quarto di finale contro l'Italia.
Sempre nel 2019 ha inoltre esordito con la nazionale maggiore, con la quale successivamente ha anche preso parte alla Coppa delle nazioni africane 2021.

## Statistiche

### Presenze e reti nei club
Statistiche aggiornate all'11 luglio 2024.
| Stagione          | Squadra           | Campionato        | Campionato | Campionato | Coppe nazionali | Coppe nazionali | Coppe nazionali | Coppe continentali | Coppe continentali | Coppe continentali | Altre coppe | Altre coppe | Altre coppe | Totale | Totale | Totale |
| Stagione          | Squadra           | Comp              | Pres       | Reti       | Comp            | Pres            | Reti            | Comp               | Pres               | Reti               | Comp        | Pres        | Reti        | Pres   | Reti   |        |
| ----------------- | ----------------- | ----------------- | ---------- | ---------- | --------------- | --------------- | --------------- | ------------------ | ------------------ | ------------------ | ----------- | ----------- | ----------- | ------ | ------ | ------ |
| 2017-2018         | Liefering         | EL                | 15         | 1          | -               | -               | -               | -                  | -                  | -                  | -           | -           | -           | 15     | 1      |        |
| 2018-gen. 2019    | Liefering         | EL                | 14         | 2          | -               | -               | -               | -                  | -                  | -                  | -           | -           | -           | 14     | 2      |        |
| gen.-giu. 2019    | Hartberg          | BL                | 7          | 0          | CA              | -               | -               | -                  | -                  | -                  | -           | -           | -           | 7      | 0      |        |
| 2019-2020         | Liefering         | EL                | 6          | 1          | -               | -               | -               | -                  | -                  | -                  | -           | -           | -           | 6      | 1      |        |
| Totale Liefering  | Totale Liefering  | Totale Liefering  | 35         | 4          |                 | -               | -               |                    | -                  | -                  |             | -           | -           | 35     | 4      |        |
| 2019-2020         | Salisburgo        | BL                | 13         | 1          | CA              | 1               | 0               | UEL                | 2                  | 0                  | -           | -           | -           | 16     | 1      |        |
| 2020-2021         | Salisburgo        | BL                | 15         | 0          | CA              | 4               | 2               | UCL                | 7                  | 0                  | -           | -           | -           | 26     | 2      |        |
| 2021-2022         | Salisburgo        | BL                | 25         | 1          | CA              | 2               | 0               | UCL                | 10                 | 0                  | -           | -           | -           | 37     | 1      |        |
| Totale Salisburgo | Totale Salisburgo | Totale Salisburgo | 53         | 2          |                 | 7               | 2               |                    | 19                 | 0                  |             | -           | -           | 79     | 4      |        |
| 2022-2023         | Monaco            | L1                | 29         | 0          | CF              | 0               | 0               | UEL                | 8                  | 0                  | -           | -           | -           | 37     | 0      |        |
| 2023-2024         | Monaco            | L1                | 20         | 1          | CF              | 0               | 0               | -                  | -                  | -                  | -           | -           | -           | 20     | 1      |        |
| Totale Monaco     | Totale Monaco     | Totale Monaco     | 49         | 1          |                 | 0               | 0               |                    | 8                  | 0                  |             | -           | -           | 57     | 1      |        |
| Totale carriera   | Totale carriera   | Totale carriera   | 144        | 7          |                 | 7               | 2               |                    | 27                 | 0                  |             | -           | -           | 178    | 9      |        |

### Cronologia presenze e reti in nazionale
| Cronologia completa delle presenze e delle reti in nazionale ― Mali | Cronologia completa delle presenze e delle reti in nazionale ― Mali | Cronologia completa delle presenze e delle reti in nazionale ― Mali | Cronologia completa delle presenze e delle reti in nazionale ― Mali | Cronologia completa delle presenze e delle reti in nazionale ― Mali | Cronologia completa delle presenze e delle reti in nazionale ― Mali | Cronologia completa delle presenze e delle reti in nazionale ― Mali | Cronologia completa delle presenze e delle reti in nazionale ― Mali |
| Data                                                                | Città                                                               | In casa                                                             | Risultato                                                           | Ospiti                                                              | Competizione                                                        | Reti                                                                | Note                                                                |
| ------------------------------------------------------------------- | ------------------------------------------------------------------- | ------------------------------------------------------------------- | ------------------------------------------------------------------- | ------------------------------------------------------------------- | ------------------------------------------------------------------- | ------------------------------------------------------------------- | ------------------------------------------------------------------- |
| 13-10-2019                                                          | Port Elizabeth                                                      | Sudafrica                                                           | 2 – 1                                                               | Mali                                                                | Amichevole                                                          | -                                                                   | 64’                                                                 |
| 17-11-2019                                                          | N'Djamena                                                           | Ciad                                                                | 0 – 2                                                               | Mali                                                                | Qual. Coppa d'Africa 2021                                           | 1                                                                   |                                                                     |
| 13-11-2020                                                          | Bamako                                                              | Mali                                                                | 1 – 0                                                               | Namibia                                                             | Qual. Coppa d'Africa 2021                                           | -                                                                   | 77’                                                                 |
| 17-11-2020                                                          | Windhoek                                                            | Namibia                                                             | 1 – 2                                                               | Mali                                                                | Qual. Coppa d'Africa 2021                                           | -                                                                   |                                                                     |
| 6-6-2021                                                            | Blida                                                               | Algeria                                                             | 1 – 0                                                               | Mali                                                                | Amichevole                                                          | -                                                                   | 86’                                                                 |
| 11-6-2021                                                           | Tunisi                                                              | RD del Congo                                                        | 1 – 1                                                               | Mali                                                                | Amichevole                                                          | -                                                                   | 45’                                                                 |
| 15-6-2021                                                           | Tunisi                                                              | Tunisia                                                             | 1 – 0                                                               | Mali                                                                | Amichevole                                                          | -                                                                   | 61’                                                                 |
| 5-9-2021                                                            | Kampala                                                             | Uganda                                                              | 0 – 0                                                               | Mali                                                                | Qual. Mondiali 2022                                                 | -                                                                   | 61’                                                                 |
| 7-10-2021                                                           | Agadir                                                              | Mali                                                                | 5 – 0                                                               | Kenya                                                               | Qual. Mondiali 2022                                                 | -                                                                   |                                                                     |
| 11-11-2021                                                          | Kigali                                                              | Ruanda                                                              | 0 – 3                                                               | Mali                                                                | Qual. Mondiali 2022                                                 | -                                                                   | 70’ 80’                                                             |
| 20-1-2022                                                           | Douala                                                              | Mali                                                                | 2 – 0                                                               | Mauritania                                                          | Coppa d'Africa 2021 - 1º Turno                                      | -                                                                   | 64’                                                                 |
| 26-1-2022                                                           | Bamako                                                              | Mali                                                                | 0 – 0 (5 - 6 dtr)                                                   | Guinea Equatoriale                                                  | Coppa d'Africa 2021 - Ottavi di finale                              | -                                                                   |                                                                     |
| 29-3-2022                                                           | Tunisi                                                              | Tunisia                                                             | 0 – 0                                                               | Mali                                                                | Qual. Coppa d'Africa 2023                                           | -                                                                   | 34’                                                                 |
| 4-6-2022                                                            | Bamako                                                              | Mali                                                                | 4 – 0                                                               | Rep. del Congo                                                      | Qual. Coppa d'Africa 2023                                           | 1                                                                   | 55’                                                                 |
| 9-6-2022                                                            | Kigali                                                              | Sudan del Sud                                                       | 1 – 3                                                               | Mali                                                                | Qual. Coppa d'Africa 2023                                           | 1                                                                   | 84’                                                                 |
| 23-9-2022                                                           | Bamako                                                              | Mali                                                                | 1 – 0                                                               | Zambia                                                              | Amichevole                                                          | -                                                                   | 63’                                                                 |
| 28-3-2023                                                           | Casablanca                                                          | Gambia                                                              | 1 – 0                                                               | Mali                                                                | Qual. Coppa d'Africa 2023                                           | -                                                                   | 58’                                                                 |
| 8-9-2023                                                            | Bamako                                                              | Mali                                                                | 4 – 0                                                               | Sudan del Sud                                                       | Qual. Coppa d'Africa 2023                                           | -                                                                   | 62’                                                                 |
| 12-9-2023                                                           | Abidjan                                                             | Costa d'Avorio                                                      | 0 – 0                                                               | Mali                                                                | Amichevole                                                          | -                                                                   |                                                                     |
| 13-10-2023                                                          | Bamako                                                              | Mali                                                                | 1 – 0                                                               | Uganda                                                              | Amichevole                                                          | -                                                                   |                                                                     |
| 17-10-2023                                                          | Portimão                                                            | Arabia Saudita                                                      | 1 – 3                                                               | Mali                                                                | Amichevole                                                          | -                                                                   | 80’                                                                 |
| 17-11-2023                                                          | Bamako                                                              | Mali                                                                | 3 – 1                                                               | Ciad                                                                | Qual. Mondiali 2026                                                 | -                                                                   |                                                                     |
| 24-1-2024                                                           | San-Pédro                                                           | Namibia                                                             | 0 – 0                                                               | Mali                                                                | Coppa d'Africa 2023 - 1º turno                                      | -                                                                   | 68’                                                                 |
| 30-1-2024                                                           | Korhogo                                                             | Mali                                                                | 2 – 1                                                               | Burkina Faso                                                        | Coppa d'Africa 2023 - Ottavi di finale                              | -                                                                   | 90+3’                                                               |
| 6-6-2024                                                            | Bamako                                                              | Mali                                                                | 1 – 2                                                               | Ghana                                                               | Qual. Mondiali 2026                                                 | -                                                                   |                                                                     |
| 11-6-2024                                                           | Johannesburg                                                        | Madagascar                                                          | 0 – 0                                                               | Mali                                                                | Qual. Mondiali 2026                                                 | -                                                                   |                                                                     |
| 6-9-2024                                                            | Bamako                                                              | Mali                                                                | 1 – 1                                                               | Mozambico                                                           | Qual. Coppa d'Africa 2025                                           | -                                                                   | 46’                                                                 |
| 10-9-2024                                                           | Mbombela                                                            | eSwatini                                                            | 0 – 1                                                               | Mali                                                                | Qual. Coppa d'Africa 2025                                           | -                                                                   |                                                                     |
| 11-10-2024                                                          | Bamako                                                              | Mali                                                                | 1 – 0                                                               | Guinea-Bissau                                                       | Qual. Coppa d'Africa 2025                                           | -                                                                   | 82’                                                                 |
| 15-10-2024                                                          | Bissau                                                              | Guinea-Bissau                                                       | 0 – 0                                                               | Mali                                                                | Qual. Coppa d'Africa 2025                                           | -                                                                   | 62’                                                                 |
| 15-11-2024                                                          | Maputo                                                              | Mozambico                                                           | 0 – 1                                                               | Mali                                                                | Qual. Coppa d'Africa 2025                                           | -                                                                   | 23’ 68’                                                             |
| 20-3-2025                                                           | Berkane                                                             | Comore                                                              | 0 – 3                                                               | Mali                                                                | Qual. Mondiali 2026                                                 | -                                                                   | 65’                                                                 |
| Totale                                                              |                                                                     | Presenze                                                            | 32                                                                  |                                                                     | Reti                                                                | 3                                                                   |                                                                     |

## Palmarès

### Club

#### Competizioni nazionali
- Coppa d'Austria: 2

Salisburgo: 2019-2020, 2020-2021
- Campionato austriaco: 3

Salisburgo: 2019-2020, 2020-2021, 2021-2022
- Campionato qatariota: 1

Al-Sadd: 2024-2025